# Porococcus coxatus
Porococcus coxatus är en insektsart som beskrevs av Ferris 1953. Porococcus coxatus ingår i släktet Porococcus och familjen ullsköldlöss.
Artens utbredningsområde är Panama. Inga underarter finns listade i Catalogue of Life.